# Richard Stanton (acteur)
Pour les articles homonymes, voir Richard Stanton et Stanton.
Richard Stanton (Iowa, 8 octobre 1876 – Los Angeles, Californie, 22 mai 1956) est un acteur et réalisateur américain à l'époque du cinéma muet. Il est apparu dans 68 films entre 1911 et 1916. Il a également réalisé 57 films entre 1914 et 1925.

## Biographie
Né dans l'Iowa, Richard Stanton commence sa carrière en tant qu'acteur en 1911 en jouant dans The Immortal Alamo de William F. Haddock. Il jouera jusqu'en 1916.
En 1914, il réalise son premier film, un western écrit par Thomas H. Ince. Réalisant plus de cinquante films au total, il tourne le serial Voleurs de femmes pour la Fox en 1920 et son dernier film est American Pluck en 1925.
En plus de tourner, il écrit le scénario de cinq films et produit le film Graft en 1915, film qu'il co-réalise avec George Lessey.
Richard Stanton a été décrit comme un « camarade beau et musical », mais il était également un bon pugiliste, démontrant ses compétences de boxe contre deux combattants professionnels avec lesquels il a travaillé dans un film.
Richard Stanton meurt d'un cancer à la prostate à Los Angeles, le 22 mai 1956 à l'âge de 79 ans. Il est inhumé au Calvary Cemetery de Los Angeles.

## Filmographie

### Acteur
- 1911 : The Immortal Alamo de William F. Haddock
- 1912 : The Will of Destiny : John
- 1912 : The Reckoning de Thomas H. Ince
- 1912 : A White Lie de Thomas H. Ince
- 1912 : The Penalty de Thomas H. Ince : Capitaine Blake
- 1912 : The Doctor's Double de Fred J. Balshofer
- 1912 : The Beach Combers : Russell
- 1912 : The Sergeant's Boy de Thomas H. Ince
- 1912 : Judgment of the Sea : Capitaine Dixon
- 1912 : A Son's Example : le père
- 1912 : Wrongly Accused : Baird
- 1912 : The Man They Scorned de Reginald Barker
- 1912 : When Lee Surrenders de Thomas H. Ince
- 1912 : Linked by Fate : Edward, le ministre
- 1912 : For the Cause de Francis Ford et Thomas H. Ince : Harry
- 1912 : Jack's Burglar : Jack
- 1913 : The Great Sacrifice de Raymond B. West : Jim Ward
- 1913 : Her Great Chance : Smith, le joueur
- 1913 : The Kiss of Salvation : Jack
- 1913 : A Shadow of the Past de Thomas H. Ince : Bill, le voleur
- 1913 : The Struggle
- 1913 : The Wheels of Destiny de Francis Ford : Lieutenant John Bell
- 1913 : The Sergeant's Secret : Colonel Brice, père de Jim
- 1913 : Honor Thy Mother : le fils aîné
- 1913 : On Fortune's Wheel de Charles Giblyn
- 1913 : A Southern Cinderella de Burton L. King : Capitaine Hammond
- 1914 : True Irish Hearts de Raymond B. West : Danny Sullivan
- 1914 : Divorce de Raymond B. West : Jim Forbes, le mari
- 1914 : Wolves of the Underworld de Jay Hunt : l'officier de police Maloney
- 1914 : Shorty and the Aridville Terror de Richard Stanton : Dr. Gordon
- 1914 : The Sheriff's Sister de Richard Stanton : Jack Lewis
- 1914 : The End of the Galley de Richard Stanton : Bob Shores
- 1914 : In the Clutches of the Gangsters de Richard Stanton : Chick Hodge
- 1914 : A Political Feud de Richard Stanton : Tom Walton
- 1915 : The Man at the Key de Richard Stanton : Bob North
- 1915 : On the High Seas de Richard Stanton : Dirk Morgan
- 1915 : The Winged Messenger de Richard Stanton : Jack Dow
- 1915 : The Sons of Toil de Richard Stanton : Jim Denton
- 1915 : The Strike at Centipede Mine de Richard Stanton : John Daly
- 1915 : The Floating Death de Richard Stanton : Eben Graham
- 1915 : The Phantom Extra de Richard Stanton : John Zeldon
- 1915 : The Golden Trail de Richard Stanton : Johnny Firth
- 1915 : Graft de Richard Stanton et George Lessey : Robert Harding
- 1916 : The Powder Trust and the War : Robert Harding
- 1916 : The Iron Ring : Robert Harding
- 1916 : The Patent Medicine Danger : Robert Harding
- 1916 : The Pirates of Finance : Robert Harding
- 1916 : Fool's Gold de Richard Stanton : Dick Webster
- 1916 : Queen of the Prophets : Robert Harding
- 1916 : The Hidden City of Crime : Robert Harding
- 1916 : The Photo Badger Game : Robert Harding
- 1916 : The Final Conquest : Robert Harding
- 1916 : The Unexpected Scoop de Richard Stanton : Bert Allen
- 1916 : The Speed King de Richard Stanton : Tom Ross
- 1916 : The Trail of Chance de Lucius Henderson : John Walker
- 1916 : The Pinnacle de Richard Stanton : Wilbur Ralston

### Réalisateur
- 1914 : Shorty Escapes Marriage
- 1914 : Shorty Gets Into Trouble
- 1914 : Shorty and the Aridville Terror
- 1914 : The Sheriff's Sister
- 1914 : The Sheriff of Muscatine
- 1914 : In the Clutches of the Gangsters
- 1914 : The Master of the House
- 1914 : A Political Feud
- 1915 : Sergeant Jim's Horse
- 1915 : Shorty's Adventures in the City
- 1915 : The Man at the Key
- 1915 : The Winged Messenger
- 1915 : The Strike at Centipede Mine
- 1915 : The Sea Ghost
- 1915 : The Hammer
- 1915 : The Golden Trail
- 1915 : The Girl from the East
- 1915 : Inside Facts
- 1915 : Graft
- 1915 : Aloha Oe
- 1916 : Fool's Gold
- 1916 : The Beast
- 1916 : The Unexpected Scoop
- 1916 : The Speed King
- 1916 : The Pinnacle
- 1916 : The Love Thief
- 1917 : One Touch of Sin
- 1917 : Her Temptation
- 1917 : The Topsy Turvy Twins
- 1917 : Durand of the Bad Lands
- 1917 : Le sort le plus beau (The Spy)
- 1917 : The Yankee Way
- 1917 : Au Nord du 53e (North of Fifty-Three)
- 1917 : The Scarlet Pimpernel
- 1918 : Le vol du bambin (Stolen Honor)
- 1918 : Rough and Ready
- 1918 : Why America Will Win
- 1918 : The Caillaux Case
- 1918 : Why I Should Not Marry
- 1919 : The Jungle Trail
- 1919 : Checkers
- 1920 : Sink or Swim
- 1920 : Voleurs de femmes (Bride 13)
- 1920 : The Face at Your Window
- 1921 : Une martyre (Thunderclap)
- 1923 : McGuire of the Mounted
- 1925 : American Pluck

Affiches
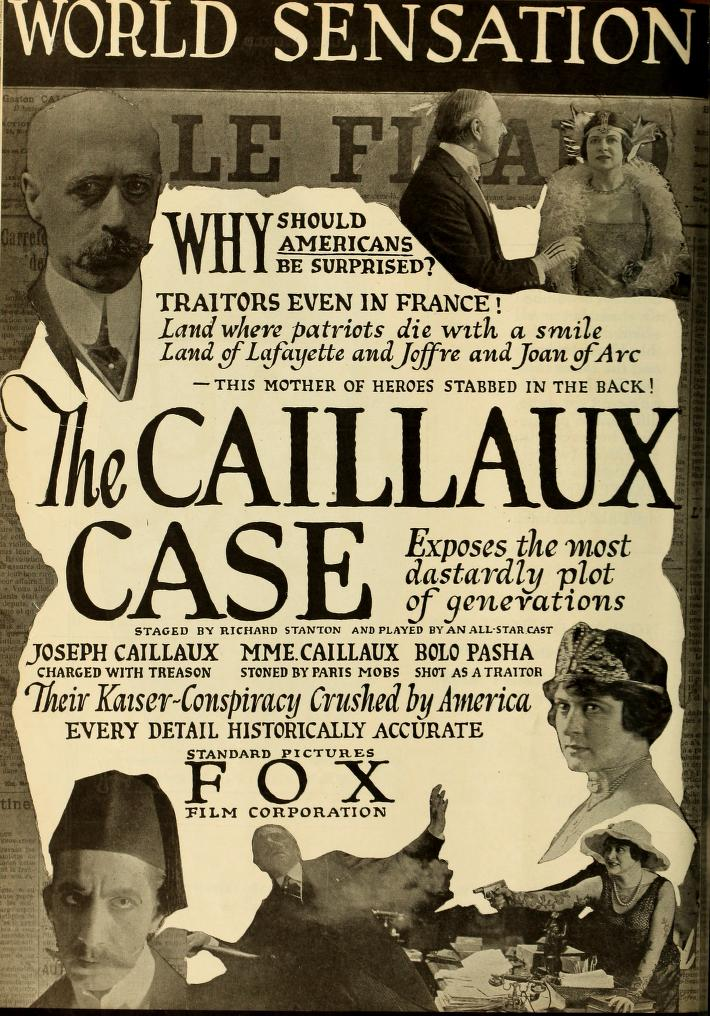
The Caillaux Case, 1918
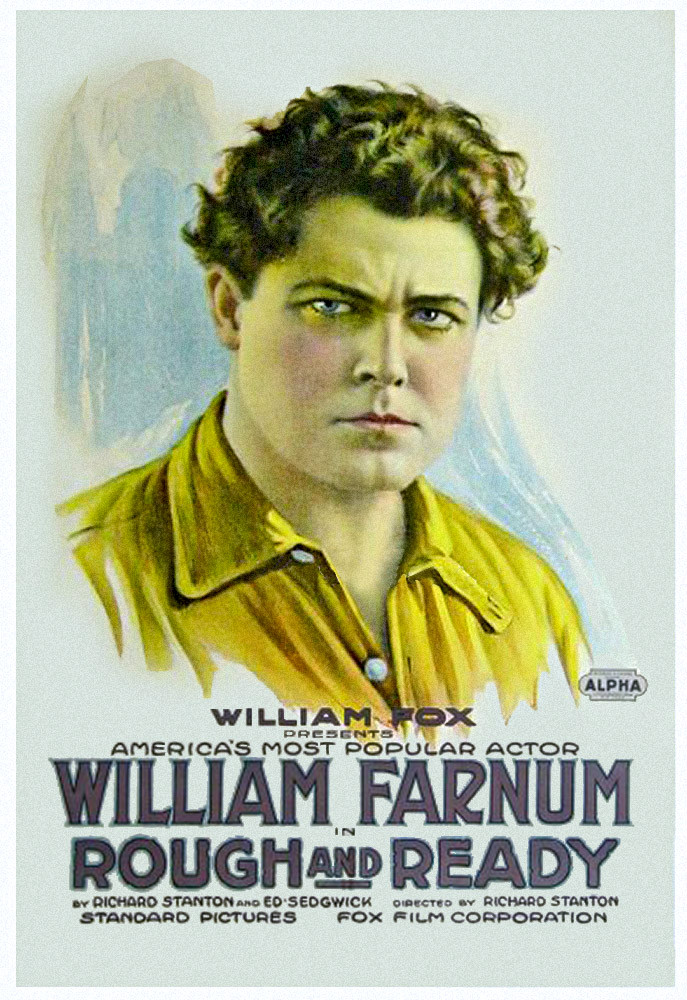
Rough and Ready, 1918
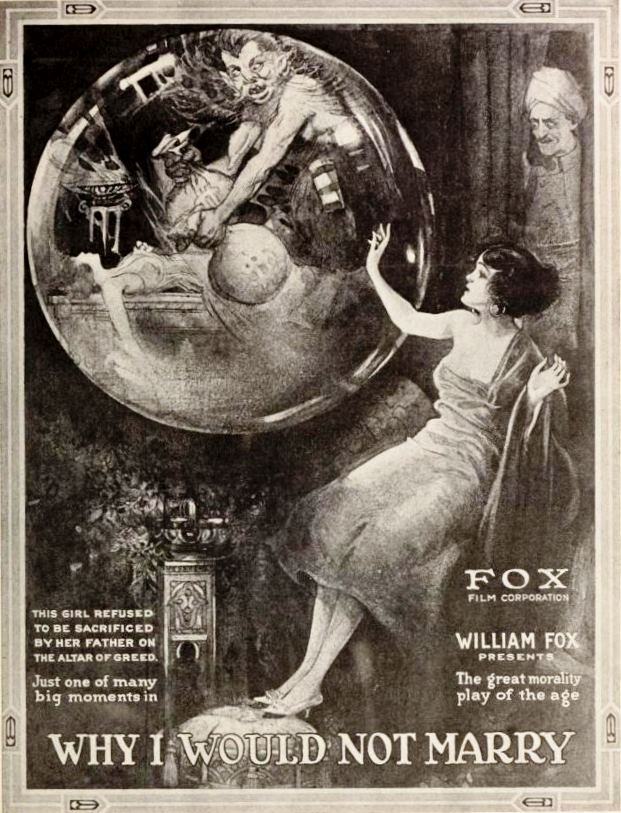
Why I Would Not Marry, 1918
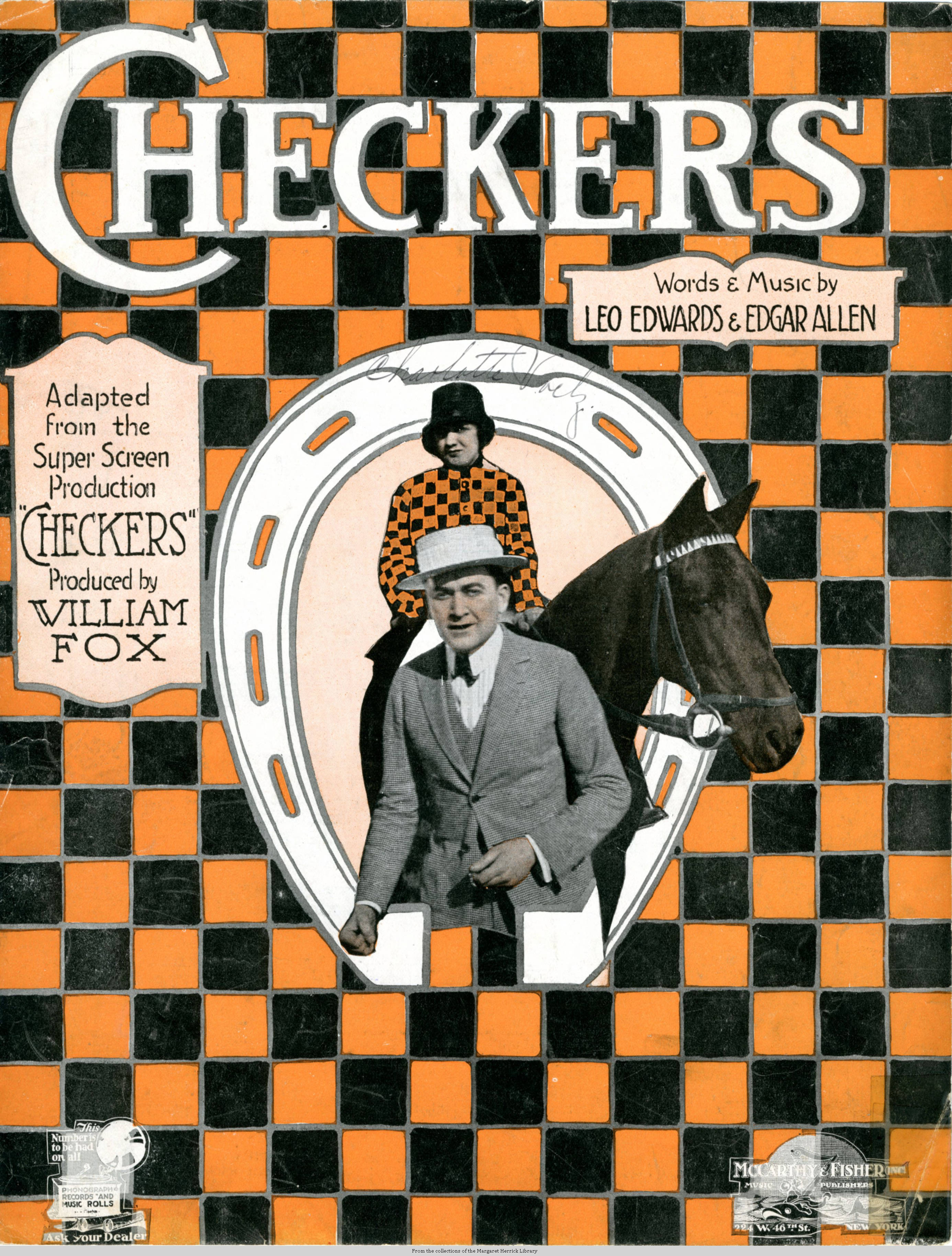
Checkers, 1919
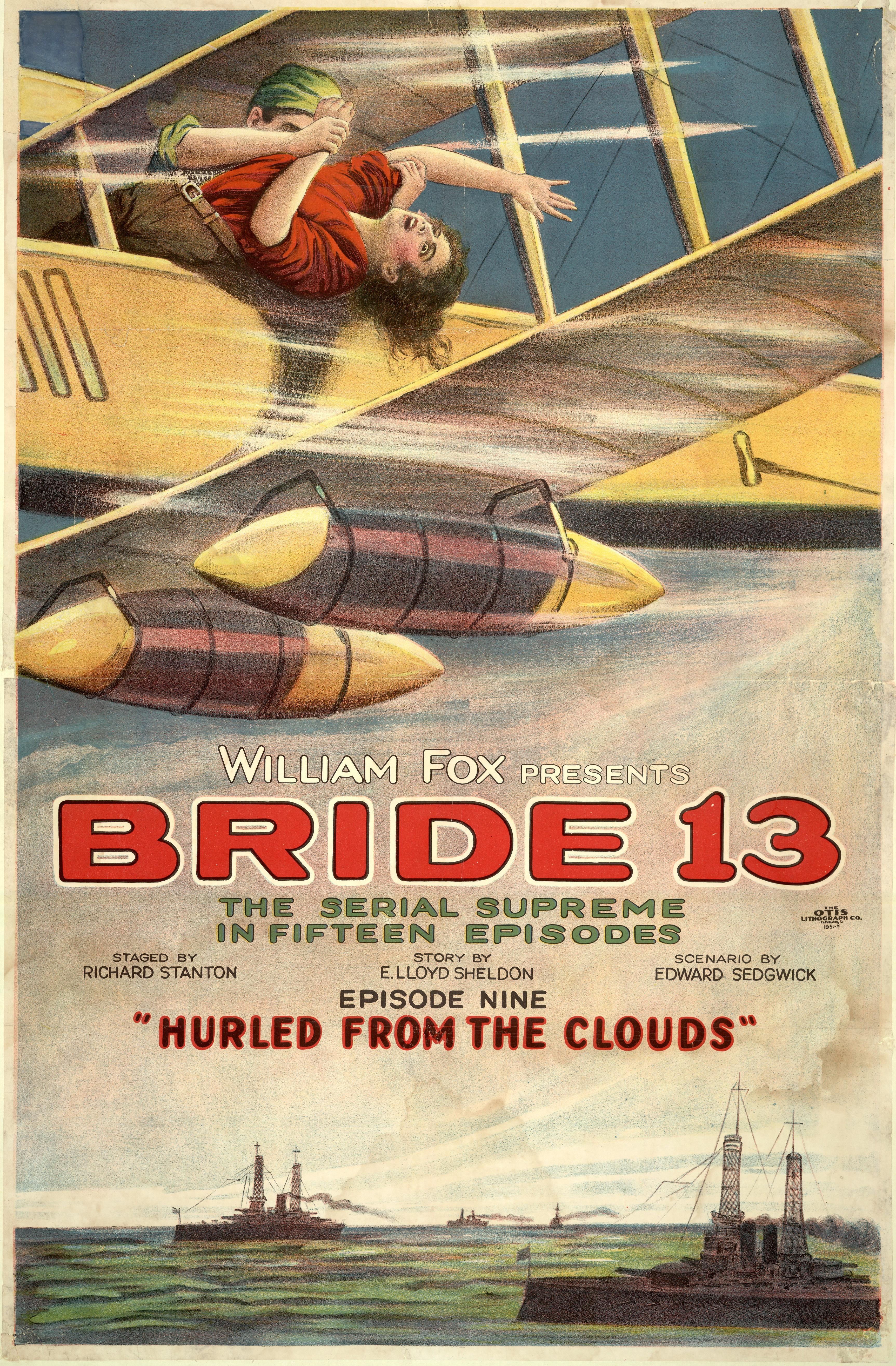
Voleurs de femmes, 1920
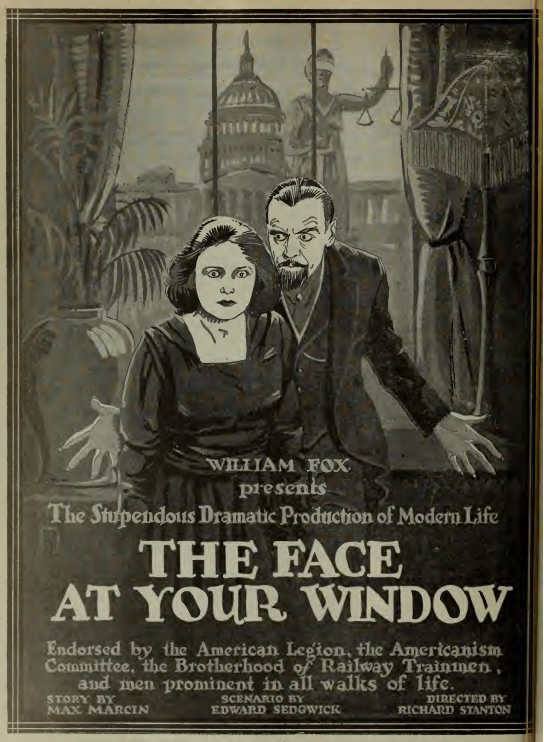
The Face at Your Window, 1920